# Zsuzsa Szabó-Nagy
Zsuzsa Szabó-Nagy (née le 16 janvier 1940) est une athlète hongroise, spécialiste des courses de demi-fond. 
Elle se classe quatrième du 800 m lors des Jeux olympiques d'été de 1964.
Vainqueur des Jeux européens en salle 1966, elle remporte la médaille d'argent du 800 m lors des championnats d'Europe de 1966, devancée par la Yougoslave Vera Nikolić.